# 大西孝典
大西 孝典（おおにし たかのり、1956年3月30日 - 2020年5月31日）は、日本の政治家。元衆議院議員（1期）。

## 来歴
奈良県吉野郡川上村生まれ。奈良県立畝傍高等学校、上智大学法学部卒業。大学卒業後は故郷に戻り、家業である木材業・林業を営む。1986年から衆議院議員（当時）・前田武志の秘書を務めた。1998年より民主党本部に勤務。
2009年、第45回衆議院議員総選挙に民主党公認で奈良4区から立候補したが、自由民主党の田野瀬良太郎に1,835票差で惜敗。重複立候補していた比例近畿ブロックで復活し、初当選した。なお奈良4区は、2000年までかつて秘書を務めた前田武志の地盤であった（前田は2000年の第42回衆議院議員総選挙で落選して以来、同選挙区からは立候補せず、参議院の比例区に鞍替えし当選）。
2012年、第46回衆議院議員総選挙に民主党公認で奈良4区から立候補したが、田野瀬良太郎の次男・田野瀬太道に敗れ、比例復活もできずに落選。
2013年、第23回参議院議員通常選挙に民主党公認で奈良県選挙区から立候補したが、自民党の堀井巌に敗れ落選。
2014年、第47回衆議院議員総選挙に民主党公認で奈良4区から立候補したが、再び田野瀬に敗れ、比例復活もできずに落選。
2016年5月、健康上の問題を理由に民進党奈良4区支部長を辞任した。
2020年5月31日午後9時55分、肺腺がんのため奈良県橿原市の病院で死去。64歳没。

## 政策
- 自身のホームページでは、マニフェストとして「家計と老後を守る」を挙げている。
- 選択的夫婦別姓制度の導入にどちらかといえば賛成[5]。

## 所属していた団体・議員連盟
- 動物愛護管理法改正を検討する議員連盟[6]